# Botanica

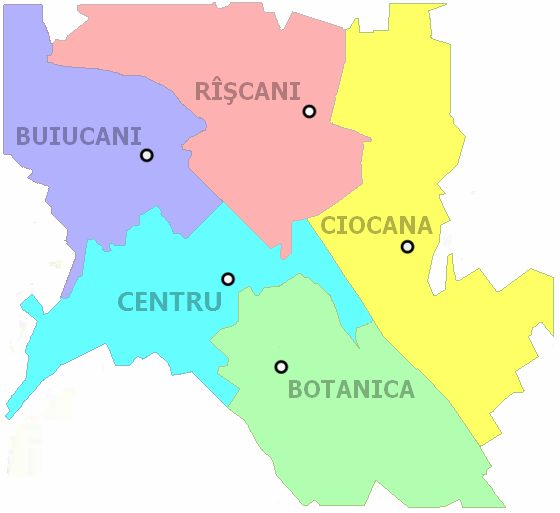
Sektor Botanica zaznaczony kolorem zielonym

Botanica – jeden z pięciu sektorów w stolicy Mołdawii, Kiszyniowie. W 2004 roku liczył ok. 157 tys. mieszkańców.
Na jego terenie znajduje się Cmentarz Bohaterów.